# Billy Gibbons
William Frederick Gibbons mais conhecido como Billy Gibbons (Houston, 16 de dezembro de 1949) apelidado de Reverend Willie G, é um guitarrista e compositor americano da banda ZZ Top. Foi considerado o 32º maior guitarrista da história, em enquete da revista norte-americana Rolling Stone.
Gibbons natural da cidade de Houston, é notável por tocar uma guitarra Gibson Les Paul de 1959 que ele apelidou de Pearly Gates.
Gibbons tem feito participações em espetáculos de outros artistas e atuado na televisão em diversos programas como a série Bones. Foi colocado no lugar 32 na lista de 2011 da revista Rolling Stone dos 100 Melhores Guitarristas de todos os tempos.

## Discografia

### The Moving Sidewalks
- Flash (1968)

### ZZ Top
- ZZ Top's First Album (1971)
- Rio Grande Mud (1972)
- Tres Hombres (1973)
- Fandango! (1975)
- Tejas (1977)
- Degüello (1979)
- El Loco (1981)
- Eliminator (1983)
- Afterburner (1985)
- Recycler (1990)
- Antenna (1994)
- Rhythmeen (1996)
- XXX (1999)
- Mescalero (2003)
- La Futura (2012)

### Billy F. Gibbons
- Perfectamundo (2015)
- The Big Bad Blues (2018)

## Participações
- Série Bones Billy Gibbons aparece em alguns episódios da série fazendo papel de si mesmo como pai da personagem Angela Montenegro.
- Faz uma aparição na série Two and a half men. No Brasil: Dois homens e meio.